# هابوعيل تل أبيب لكرة السلة
هابوعيل تل أبيب لكرة السلة هو نادي كرة سلة إسرائيلي من مدينة تل أبيب ويشارك في الدوري الإسرائيلي الممتاز لكرة السلة كأس أوروبا .